# 短鳍拟飞鱼
短鳍拟飞鱼（学名：Parexocoetus brachypterus），又名白短鰭擬飛魚，为飞鱼科拟飞鱼属的鱼类。分布于红海、夏威夷群岛、太平洋以及南海、台湾海峡、东海等海域，多见于近海中上层。该物种的模式产地在塔希提岛。